# István Kovács
István Kovács, född 17 augusti 1970 i Budapest, Ungern, är en ungersk boxare som tog OS-guld i bantamviktsboxning 1996 i Atlanta. Han har kallats både The Cobra (svenska: kobran) och Ko-Ko.